# Ivan Dodig
Ivan Dodig (n. 2 ianuarie 1985) este un jucător profesionist de tenis din Croația specializat în jocul de dublu. Cea mai înaltă poziție în clasamentul ATP la simplu este locul 29, iar la dublu locul 4 mondial. 
La dublu, Dodig este de șapte ori campion de Grand Slam, câștigând probele de dublu masculin la Roland Garros 2015 cu Marcelo Melo, Australian Open 2021 cu Filip Polášek și French Open 2023 cu Austin Krajicek. La dublu mixt, a câștigat Roland Garros 2018 și 2019 și Wimbledon 2019, alături de Latisha Chan și Australian Open 2022 în parteneriat cu Kristina Mladenovic. Dodig a câștigat 22 de titluri în carieră la dublu masculin, inclusiv 5 turnee de nivel ATP 1000 pe lângă cele trei titluri de Grand Slam ale sale. De asemenea, a făcut parte din echipa croată care a câștigat Cupa Davis 2018.
La simplu, Dodig a obținut cel mai bun rezultat din carieră la Campionatele de la Wimbledon din 2013, unde a ajuns în runda a patra. El a câștigat 1 titlu ATP la simplu, la Zagreb Indoors 2011.